# 威尔弗雷德·怀特
威尔弗雷德·怀特（英語：Wilfred White，1904年3月30日—1995年11月21日），英国男子马术运动员。他曾代表英国参加1952年和1956年夏季奥林匹克运动会马术比赛，获得一枚金牌和一枚铜牌。